# Jajarm
Jajarm (farsi جاجرم, transliterat com a Jājarm) és una ciutat de l'Iran, capital del comtat de Jajarm a la província de Khorasan del Nord.
Te diversos llocs històrics i arqueòlogics i una vegetació única; també té una fauna especial sent el refugi dels darrers guepards iranians i alguns altres animals i plantes específics. Hi ha mines de bauxita i una planta de producció d'alumini.
La ciutat fou ocupada pels sarbadars el 1342 i probablement la van conservar fins al final de l'estat.

## Tepe Pahlavan
Tepe Pahlavan (Tappeh Pahlavan) és un lloc prehistòric prop de Jajarm, amb ceràmica neolítica calcolítica de sis mil anys abans de Crist.

## Jorbat
Jorbat és un lloc de petroglífics al nord de la plana de Jajarm. Correspon al període entre la darrera edat del Bronze fins al període etnogràfic. les imatges d'art rupestre de Jorbat tenen un gran paral·lelisme amb jaciments petroglífics de l'altiplà central de l'Iran i de les estepes de l'Àsia central.